# Gujō
Gujō (郡上市, Gujō-shi) est une ville japonaise située dans la préfecture de Gifu, sur l'île de Honshū.

## Géographie

### Situation
Gujō est située dans le centre de la préfecture de Gifu.

### Municipalités limitrophes
| Ōno  | Takayama | Takayama |
| Ōno  | Gujō     | Gero     |
| Seki | Mino     | Seki     |

### Démographie
En octobre 2019, la ville de Gujō comptait 39 451 habitants, répartis sur une superficie de 1 030,79 km2 (densité de population 44 hab./km2). Au 1er septembre 2024, elle était de 37 874 habitants.

### Hydrographie
Gujō est traversée par la rivière Nagara.

### Climat
La ville a un climat subtropical humide caractérisé par des étés chauds et humides et des hivers doux. La température moyenne annuelle est de 10,8 °C. La pluviométrie annuelle moyenne est de 2 502 mm, juillet étant le mois le plus humide.

## Histoire
La ville a été établie le 1er mars 2004, par la fusion des bourgs de Hachiman, Yamato et Shirotori et des villages de Takasu, Minami, Meiho et Wara.

## Culture locale et patrimoine
- Château de Gujō Hachiman.

## Transports
Gujō est desservie par la ligne Etsumi-Nan de la Nagaragawa Railway.

## Photos

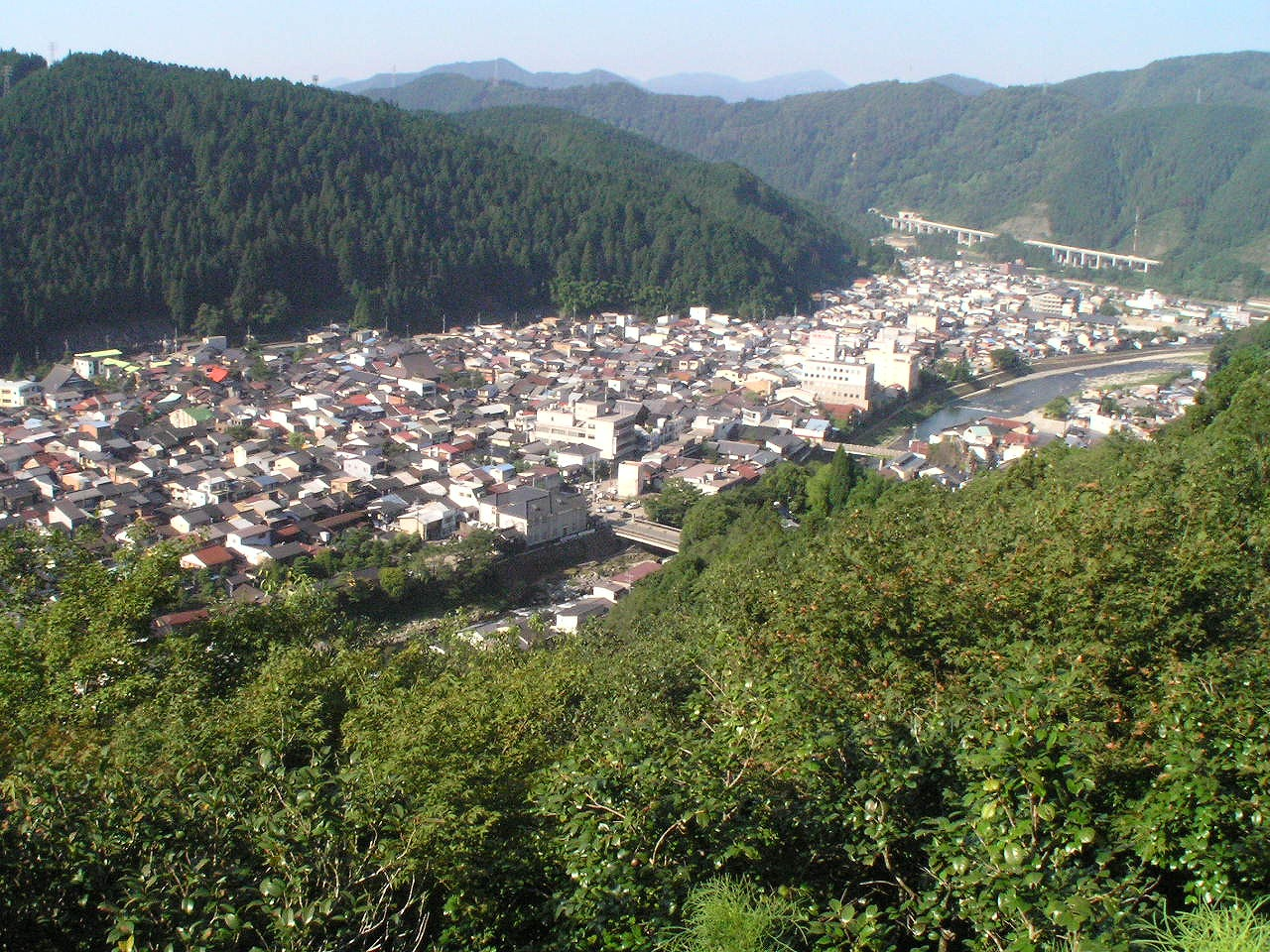
Vue de la ville prise du château de Gujō Hachiman.
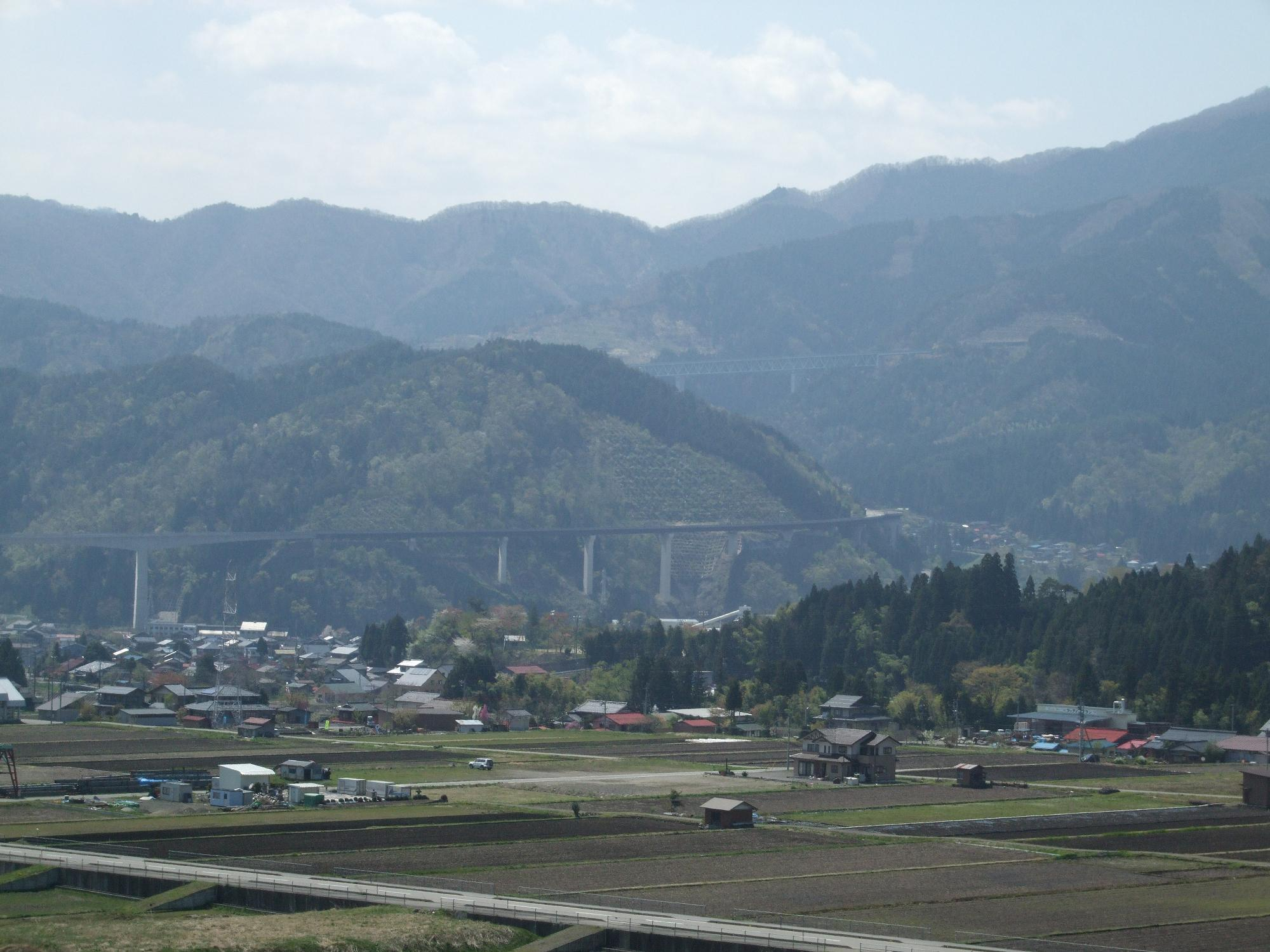
Gujō avec en fond l'autoroute Nagoya-Takayama.
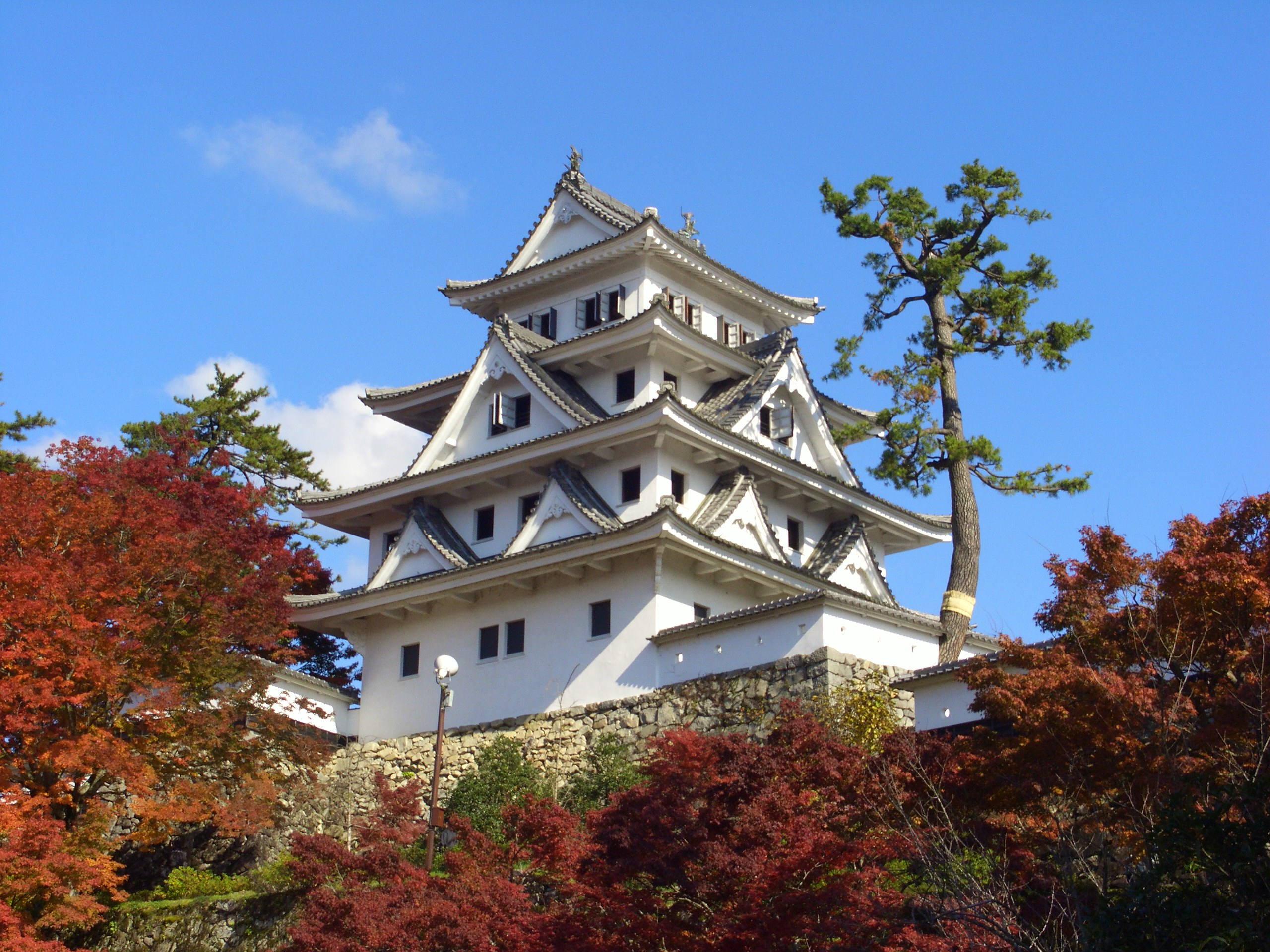
Château de Gujō Hachiman.
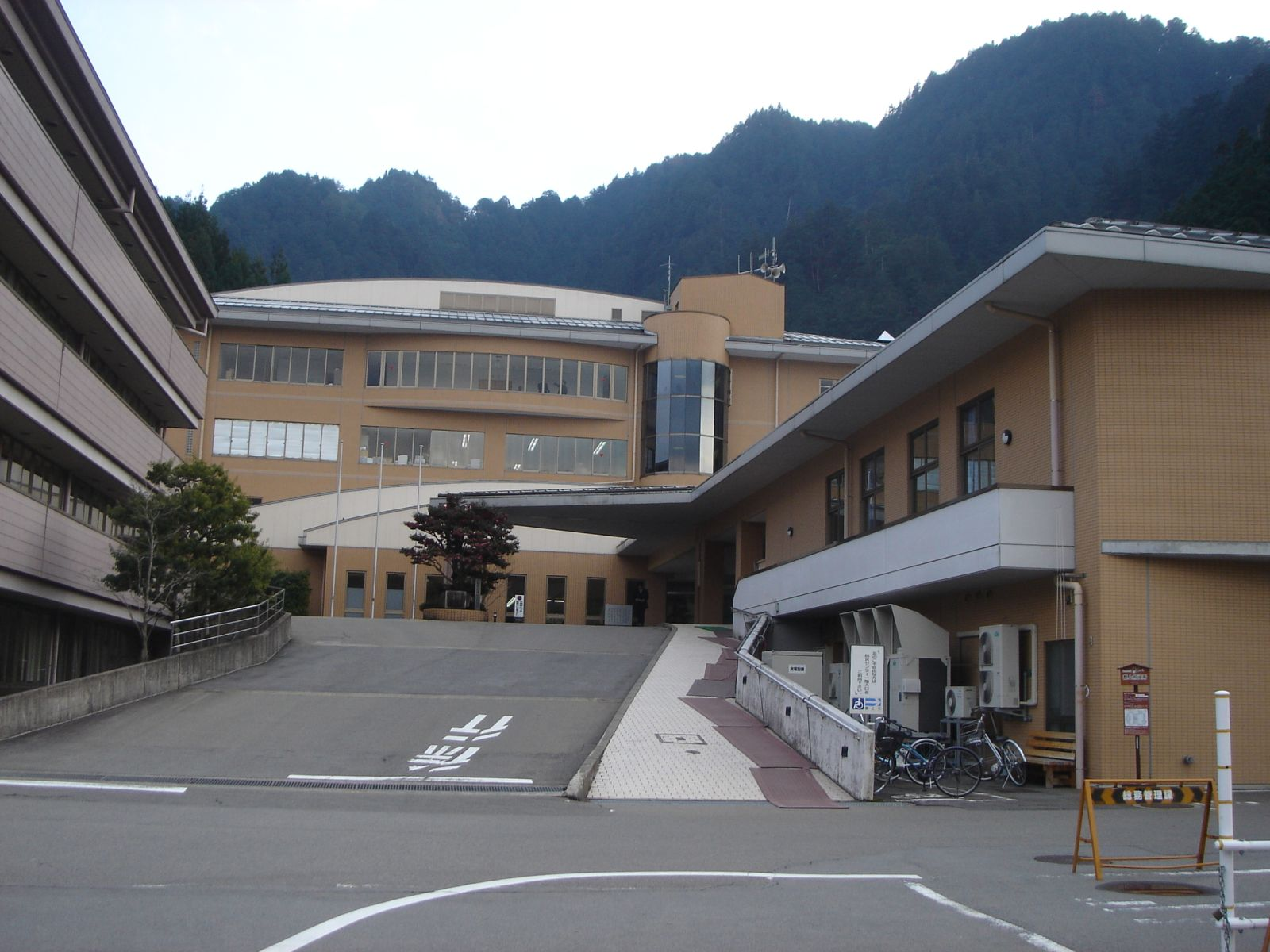
Hôtel de ville.
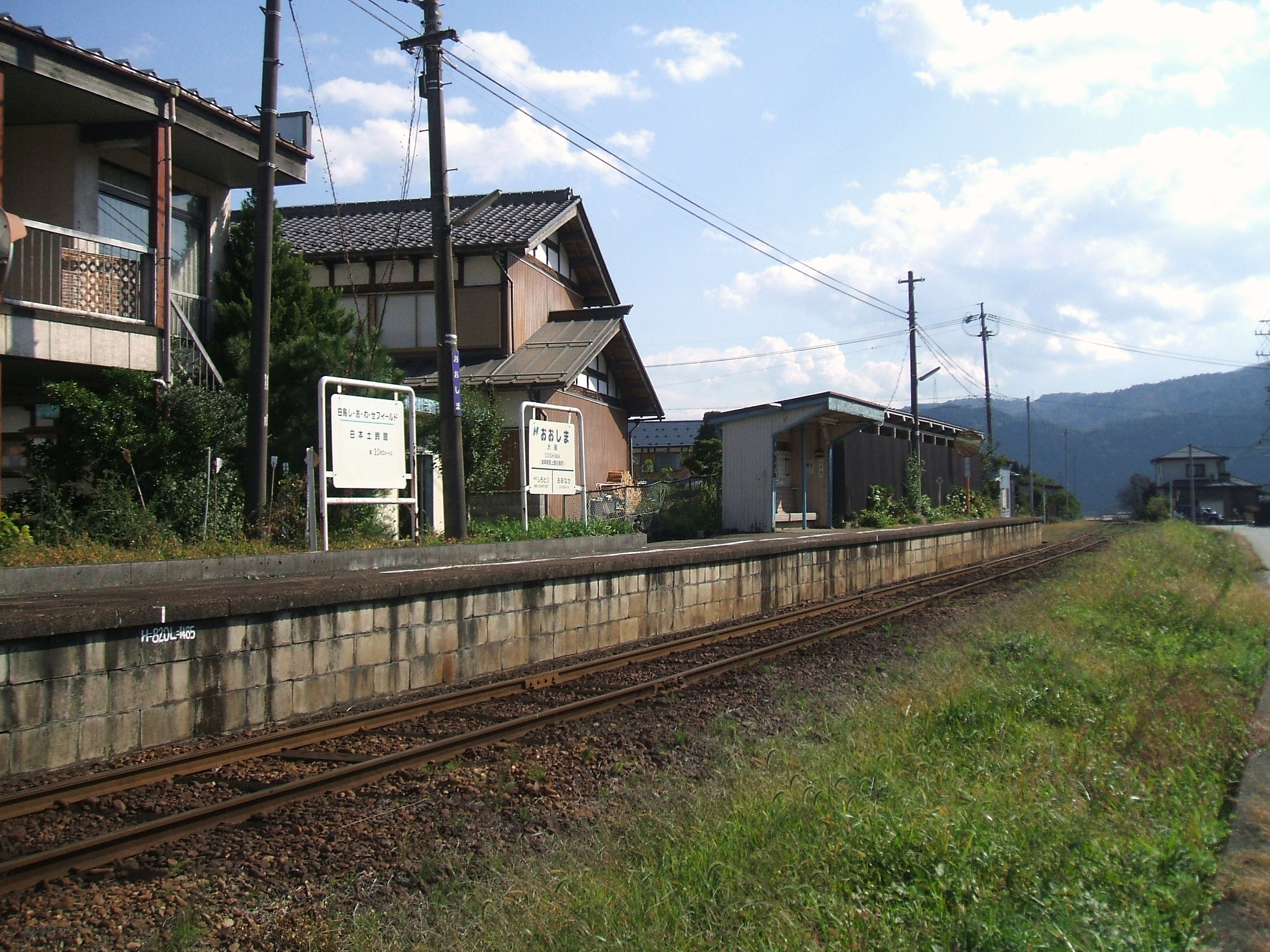
Arrêt de train Oosimasta en périphérie de la ville.